# 川内彩友美
川内 彩友美（かわうち さゆみ、1932年1月20日 - ）は、日本のアニメーションプロデューサー、実業家。日本美術家連盟会員、作詞家、画家。

## 来歴
川内康範の娘（先妻の連れ子）。法政大学文学部、武蔵野美術大学を卒業。愛企画センター入社後は「世の中から昔話が消えてしまう」との危機感から『まんが日本昔ばなし』を企画製作、プロデューサーとして長年にわたり手掛けた。のち株式会社愛企画センター代表取締役会長、株式会社愛プロ代表取締役会長。

## 製作

### テレビアニメ
- 『まんが日本昔ばなし』 1975年 -
- 『愛の戦士レインボーマン』 1982年 - 1983年
- 『滝田ゆう落語劇場』 1990年 - 1991年

### 劇場アニメ
- 『ごんぎつね』 1985年

## 著書
- 『花の秩父路ひとり歩き 午歳総開帳』 講談社ビジネスパートナーズ、2003年
- 『まんが日本昔ばなし今むかし』 展望社、2014年

## 編著
- 『まんが日本昔ばなし』 鶴書房、1970年代
- 『まんが日本昔ばなし』 童音社、1976年 - 1977年
- 『まんが日本昔ばなし』 国際情報社、1985年
- 『まんが古典落語ばなし 滝田ゆう落語劇場』 イラスト:滝田ゆう、講談社、1991年
- 『まんが日本昔ばなし』 講談社、1991年 - 2003年
- 『まんが日本昔ばなし 妖しのお話』講談社インターナショナル、1998年
- 『決定版 まんが日本昔ばなし101』 講談社、2002年
- 『まんが日本昔ばなし』 二見書房、2006年
- 『CDえほん まんが日本昔ばなし』 講談社、2006年

## 参考資料
- 『まんが日本昔ばなし今むかし』 展望社、2014年、著者略歴